# Valentina Ponomariova
Valentina Leonidovna Ponomariova (Moscú, Unión Soviética, 18 de septiembre de 1933-8 de noviembre de 2023) fue una astronauta, piloto y científica rusa.

## Biografía
Ponomariova asistió a la escuela para niñas №156, en Moscú, en 1951. Se graduó en el Instituto de Aviación de Moscú en 1957, y la Academia Zhukovsky, Mónino, 1967.
En diciembre de 1961, la selección de mujeres astronautas fue autorizada por el gobierno soviético, con la intención específica de garantizar que la primera mujer en el espacio fuera una ciudadana soviética. En febrero de 1962, Ponomariova fue seleccionada en un grupo de cinco cosmonautas femeninas para ser entrenadas para un vuelo de Vostok.
El grupo pasó varios meses en un entrenamiento intensivo, concluyendo con los exámenes en noviembre de 1962, después de lo cual los cuatro candidatos restantes fueron comisionadas Tenientes Junior en la Fuerza Aérea Soviética. Ponomariova se estableció como una de las principales candidatas con Valentina Tereshkova e Irina Solovyova, y se creó un perfil de misión conjunta que vería a dos mujeres lanzadas al espacio, en vuelos de Vostok en días consecutivos.
El honor de ser la primera mujer en el espacio fue para Valentina Tereshkova que se lanzaría primero en el Vostok 5, mientras que Ponomariova la seguiría en órbita en Vostok 6. Sin embargo, Ponomariova no respondió a los clichés soviéticos en las entrevistas y su feminismo hizo que el liderazgo soviético se inquietara, y esto llevó a que altera su vuelo en marzo de 1963. El Vostok 5 llevaría a un varón, el astronauta Valery Bykovsky, que volaba en la misión conjunta con Tereshkova a bordo del Vostok 6 en junio de 1963. La repuesto de seguridad de Tereshkova fue Irina Soloviova, con Ponomariova en un segundo papel de apoyo. A pesar de este revés, Ponomariova permaneció con el programa hasta 1969. Estaba en una etapa programada para volar en un vuelo Soyuz alrededor de la luna en 1965, antes de que las demoras sustanciales en la nave espacial Soyuz llevaran a la cancelación de este vuelo. Ella también iba a dirigir una tripulación totalmente femenina en una misión de diez días a bordo del Voskhod 5, pero el programa fue cancelado antes de que tuviera la oportunidad de volar. Ponomariova se retiró en 1969 cuando quedó claro que no había planes para un vuelo femenino de Soyuz.
Ponomariova trabajó más tarde en mecánica orbital en el Centro de Entrenamiento de Cosmonautas Gagarin. Después de esto, trabajó como científica investigadora en el Instituto de Ciencias Históricas Naturales.
Se casó con el cosmonauta Yuri Ponomaryov en 1972 y la pareja tuvo dos hijos antes de divorciarse. Al igual que Ponomariova, su marido no pudo volar al espacio aunque sirvió en el equipo de apoyo Soyuz 18.